# Leptocryptoides clavipes
Leptocryptoides clavipes là một loài tò vò trong họ Ichneumonidae.